# Circuit de Touraine
Le Circuit de Touraine est une course cycliste française, organisée de 1911 à 1925 à Tours en Touraine.

## Palmarès
| Année | Vainqueur       | Deuxième          | Troisième        |
| ----- | --------------- | ----------------- | ---------------- |
| 1911  | Émile Georget   | Georges Passerieu | Eugène Dhers     |
| 1912  | Octave Lapize   | Joseph Van Daele  | Alfons Spiessens |
| 1913  | Maurice Auriaux | Pierre Vugé       | Jules Appart     |
| 1922  | Marcel Bidot    | Armand Lemée      | René Maronnier   |
| 1923  | Marcel Bidot    | André Léger       | Omer Beaugendre  |
| 1924  | Émile Mulon     | Paul Leseault     | René Moulin      |
| 1925  | Gabriel Rérolle | André Leducq      | Laurent Mory     |